# Sončni krik
Sončni krik je slovenski akcijsko komični film iz leta 1968 v režiji in po scenariju Boštjana Hladnika. Filmi prikazuje zgodbo o gangsterjih, ki ukradeni denar skrijejo v hladilnik, ki je nato predan šoli za aranžerje na obali. 

## Igralci
- Zdenka Arhar
- Jure Arko
- Maks Bajc
- Bojka Bergant
- Demeter Bitenc kot detektiv
- Marijana Brecelj kot profesorica
- Slavko Drlje
- Nada Fajon
- Tulio Ferjančič kot Kameleon
- Tanja Gabrijelčič
- Marjan Hlastec
- Angelca Hlebce kot profesorica
- Vinko Hrastelj kot mali gangster
- Nina Jenko
- Črt Kanoni
- Marta Kavčič
- Slavka Končar
- Nevenka Korošec
- Dragica Kovačič
- Tončka Kristan
- Matjaž Loboda
- Bojan Mark
- Igor Maroševič
- Mirjana Nedeljkovič
- Jadran Ogrin kot Kameleon
- Manica Pačnik
- Ana Pahulje
- Sonja Pečnik
- Marjanca Pergar
- Anton Petje
- Karel Pogorelec
- Mojca Povh
- Katarina Prunk
- Danilo Rakoše
- Nataša Rakovec
- Mojca Rituper
- Eva Scagnetti
- Zvone Sedlbauer kot veliki gangster
- Metka Simončič
- Zlata Škafar
- Melanija Starbenk
- Ljuba Štrukelj
- Goran Tavčar kot Kameleon
- Bojan Tratnik
- Maksimilijan Trpin
- Miha Trpin
- Nada Trtnik
- Matjaž Turk
- Jasna Urek
- Vanja Valič kot Kameleon
- Božo Vovk
- Tanja Vreg
- Emil Vuga
- Maja Zabel
- Ivo Zor